# Sjögren-Larssons syndrom
Sjögren-Larssons syndrom (SLS) är en ärftlig sjukdom. Den kallas även Västerbottensyndromet och yttrar sig i en kombination av torr hud, rörelsehinder och kan innefatta intellektuell funktionsnedsättning. Syndromet är uppkallat efter psykiatern Torsten Sjögren och försäkringsmatematikern Tage Larsson. Sjukdomen kommer från ett autosomalt recessivt anlag, det vill säga sjukdomen kan bara visa sig om personen har ärvt anlaget både från sin far och mor, som i sin tur kan ha ärvt det från sin far eller sin mor.

## Spårning av genens ursprung
Enligt en studie från 1995 förekommer sjukdomen i 42 familjer i Sverige, varav 37 med släktband till Norrbotten och Västerbotten, främst Skellefteå och Piteå. Dessutom kommer några familjer från Sundsvallsregionen. Den gen som är bärare av sjukdomen har uppstått vid samma mutation, och var spridd i området redan under medeltiden.  Studien spekulerar i möjligheten att sjukdomen förts in från Medelpad till Norrbotten för cirka 700 år sedan av Nils Fartegnsson, under den första kända kolonisationen av Norrbotten. Hypotesen kritiseras emellertid för att vara baserad på ett orimligt resonemang, eftersom fler än Nils Fartegnsson (om han alls flyttade från Medelpad till Västerbotten) flyttade mellan orterna under medeltiden, och att det är orimligt att tro att en av de få nybyggare vi har kunskap om, och som kan ha ett stort antal efterkommande i regionen, också skulle vara den som var bärare av genen.

## Fotnoter
1. ↑  Iselius L, Jagell S, Sjögren-Larsson syndrome in Sweden: distribution of the gene, Clon GFenet 1981; 19: sid 233-56.
2. ↑  Från runsten till gen. Orsaken till Sjögren-Larssons syndrom ringas in Arkiverad 17 mars 2012 hämtat från the Wayback Machine., Landstingets i Gävleborgs projektdatabas 1995.
3. ↑   Karl-Henrik Gustavson, Sten Jagell, Maritta Pigg, Claes Wadelius, Från runsten till gen : Orsaken till Sjögren-Larssons syndrom ringas in, Läkartidningen, 1995, volym 92 (nr 28-29/95), sid 2748-2750.
4. ↑  Olof Cronberg och Stig Cronberg i artikeln ”Sjuka familjer. Genetik och genealogi” i Arv och Anor, Årsbok för Riksarkivet och Landsarkiven 1996, red. Kerstin Abukhanfusa, ISBN 91-88366-23-5.
5. ↑  Sikeborg, Urban (2011). ”Ifrån hednatid en talrik och hedrad släkt : den historiska framställningen av Bureättens äldre led”. Släktforskarnas årsbok (Stockholm : Sveriges släktforskarförbund, 1995-) 2011,:  sid. 91–96 : tab..